# Loxodonta africana pharaonensis

Estado de conservação

O elefante norte africano é uma subespécie (ou uma espécie separada) extinta do elefante africano. Viveu na eritreia e no sudão.

### Uso militar
Foi utilizado pelo exército de Cartago durante as guerras púnicas